# Piolín (término)

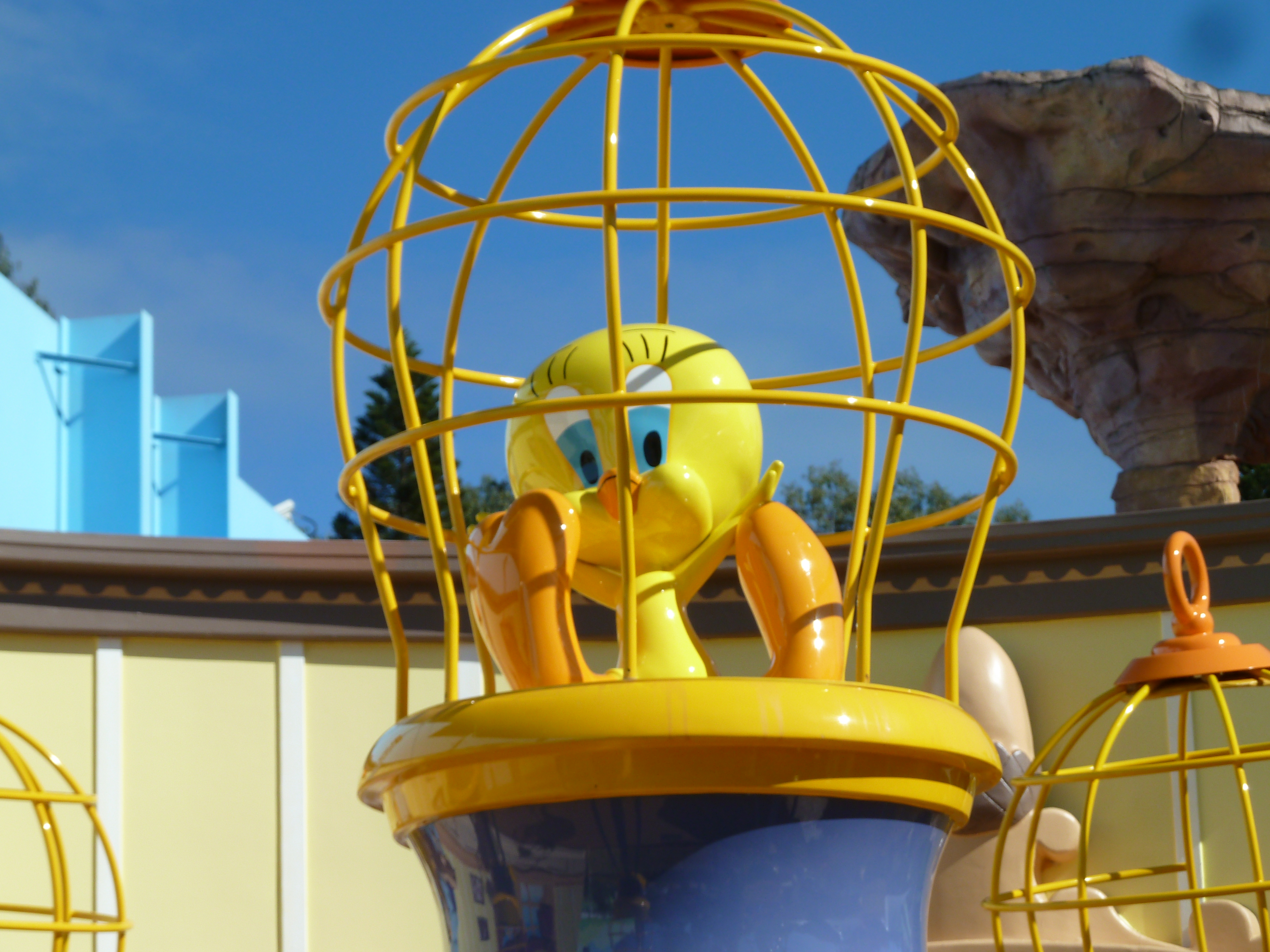
El personaje de Piolín de Warner Bros., serigrafiado en el crucero Moby Dada, fue el origen de este término burlón hacia la Policía y la Guardia Civil.

Piolín (o piolines en plural) es un término peyorativo usado en España desde 2017 para referirse, de forma burlesca y genérica, a la Policía y a la Guardia Civil.

## Origen
En el contexto de los preparativos policiales para la represión del referéndum de independencia de 2017, el Ministerio del Interior del gobierno de Mariano Rajoy ordenó el envío de 6000 agentes de refuerzo de las FCSE a Cataluña. Ante el abarrotamiento de los cuarteles catalanes de la Guardia Civil, el Gobierno alquiló barcos turísticos por dos semanas como alojamiento provisional para los policías. Uno de esos barcos, el Moby Dada, era un crucero temático con serigrafías en el casco dedicadas a Piolín y a los Looney Tunes. El descubrimiento de que los agentes de seguridad, mayormente antidisturbios y guardias civiles enviados para detener el referéndum, iban a dormir en un barco con una gigantesca imagen de Piolín provocó jolgorio, y se hizo automáticamente viral en Twitter.
Ante el ridículo y el revuelo provocado por este alojamiento, el Gobierno tomó la decisión de cubrir con lonas las serigrafías del crucero. Esto provocó aún más burlas, incluyendo la generalización por redes de las etiquetas #FreePiolin y #TotSomPiolin. Entre los burladores se contaron los políticos Gabriel Rufián y Pilar Rahola.

### La policía en el barco
En el Moby Dada terminaron alojándose unos 800 policías. Según testimonios posteriores, a los policías que se iban a alojar en barco les dijeron que les iban a "meter en un barco enorme. En el que llevó al equipo olímpico estadounidense a los Juegos Olímpicos de Brasil. El barco donde viajó Lebron James." Su sorpresa para mal al ver que iban a dormir en el Moby Dada fue notable.
Desde el principio, las condiciones de vida para los agentes no fueron halagüeñas, teniéndose que alojar hasta cuatro agentes por camarote. Según relataron algunos a posteriori, el barco era "un cuchitril", con camarotes donde "no cabían ni las maletas." Además, "la comida era horrible. Pasta a todas horas, salvo para desayunar que ponían yogures y alguna fruta."
Tras dos meses viviendo en el "barco de Piolín", ante las quejas, el Ministerio del Interior de Juan Ignacio Zoido terminó realojando a los agentes del barco en hoteles de la Costa Brava, en otro de los ferries contratados, fondeado en el puerto de Tarragona, y en Fraga.El Ministro celebró las "muchísimas ofertas" de hosteleros catalanes para alojar a los agentes. El Moby Dada zarpó del puerto de Barcelona dos días después, rumbo a Italia.

## Usos posteriores del término
A finales de 2017, la redacción del periódico La Vanguardia escogió el término "piolín" como una de las palabras simbólicas del año.En 2019, a dos años del referéndum de independencia, la organización Tsunami Democrático utilizó el término en su app para delatar la presencia de policías.
El primer uso político nacional documentado del término, con posterioridad al referéndum, corresponde a la senadora por JxCat Maite Rivero Segalàs, el 29 de noviembre de 2017. Posteriormente, sería utilizado en diversas fechas por la diputada de JxCat Míriam Nogueras y el senador de ERC Bernat Picornell. El término también ha sido utilizado recurrentemente por diputados autonómicos de ERC y CUP en el Parlamento de Cataluña.
El 18 de mayo de 2022, Pedro Sánchez dijo a la portavoz del PP Cuca Gamarra en el Congreso de los Diputados que “La diferencia entre nosotros es que ustedes mandaban piolines y con nosotros juega la selección española [de fútbol] en Cataluña sin ningún tipo de problema o de polémica”.Esta alusión, por parte del Presidente del Gobierno, indignó a organizaciones de policías y guardias civiles, siendo calificado por la Asociación Unificada de la Guardia Civil (AUGC) como una “bochornosa humillación”.Inés Arrimadas, de Ciudadanos, y Valentina Martínez del PP pidieron explicaciones al PSOE por esta declaración, mientras que Ana Belén Vázquez pidió al Ministro del Interior Fernando Grande-Marlaska que desautorizase a Sánchez.Marlaska fue abucheado en una academia de policía de Ávila unos días después, debido a este suceso.
En septiembre de 2023, el término volvió a ser utilizado en el Congreso por la diputada de ERC Teresa Jordà, exigiendo Cuca Gamarra su eliminación del Diario de Sesiones.En octubre, la Asociación por la Tolerancia de Cataluña hizo la “no entrega” de la 29.ª edición de su galardón, reconociendo la labor de la policía durante el 1-O al grito de “Yo también soy Piolín” en un hotel de Barcelona. El término ha vuelto a ser utilizado en las manifestaciones contra la amnistía a los condenados por el Procés, esta vez, por manifestantes de derecha españolista.